# Tachaea spongillicola
Tachaea spongillicola är en kräftdjursart som beskrevs av Stebbing 1907. Tachaea spongillicola ingår i släktet Tachaea och familjen Corallanidae. Inga underarter finns listade i Catalogue of Life.